# Министерство внутренних дел и по делам королевства Нидерландов
Министерство внутренних дел и по делам королевства называется «Матерью всех министерств», потому что большинство министерств, таких как Министерство сельского хозяйства и Министерство образования, культуры и науки отделились от министерства в тот или иной момент его истории, или стали «остаточными министерствами» с разнообразным набором обязанностей после процесса разделения.

## История
Министерство было создано в 1798 году как отдел внутренней политики, отвечающим за надзор за состоянием гидротехнических сооружений в Батавии. В 1801 году министерство получило название Министерство внутренних дел и впоследствии к названию добавлялись такие приставки как: сельского хозяйства (1922—1932), а после по делам Королевства (1998-настоящее время). С 1959 по 1998 год министр получил портфели отношений с Суринамом, Голландскими Антильскими островами и Арубой в дополнение к его остальным портфелям.

## Задачи
Министерство имеет правовую миссию:
- придерживаться Конституции Нидерландов;
- выступать гарантом демократического правового государства;
- обеспечивать эффективное и действенное государственное управление, в том числе сокращение правительства, муниципалитетов, провинций и комиссий по водным ресурсам;
- выполнять укрепление общественного порядка и безопасности, обеспечить централизованное управление полицейскими силами страны;
- повышать качество государственной службы, координации управления и кадровой политики для всех государственных служащих;
- координировать сотрудничество в рамках Королевства Нидерландов.

## Отделы
- Генеральный директорат по вопросам государственного управления;
- Генеральный директорат по вопросам общественного порядка и безопасности;
- Генеральный директорат по вопросам управления и кадровой политике;
- Генеральный директорат по конституционным вопросам и по делам Королевства.
- Служба общей разведки